# Metrobank Center
Metrobank Center este un bloc zgârie-nori în Taguig, Filipine. Numele său original este Federal Land Tower. 
Metrobank Center este cea mai înaltă clădire din Filipine. Are o înălțime de 318 m și 66 de etaje.